# Slagen bij Lexington en Concord

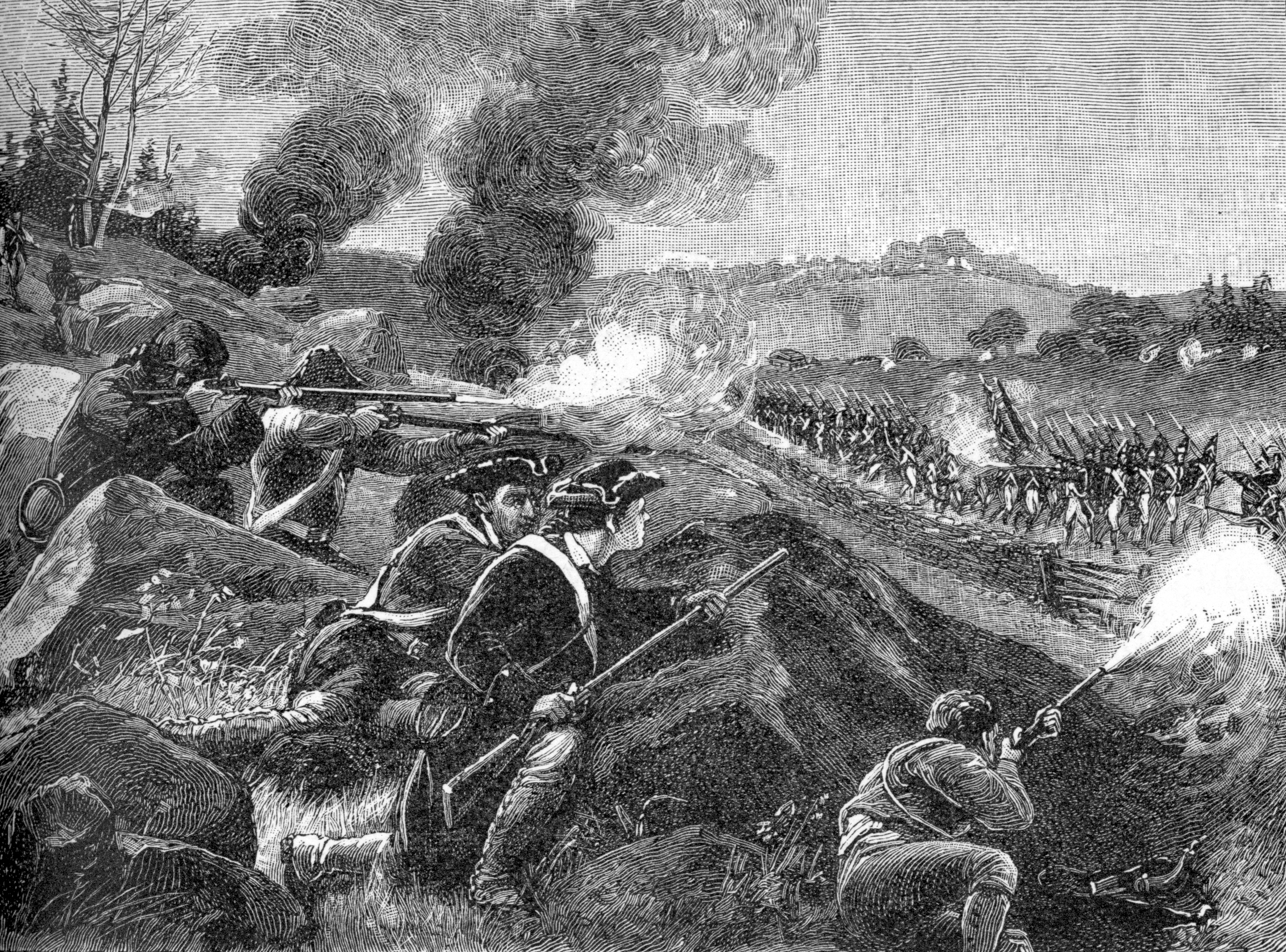
Gevechten tijdens een van de slagen.

De Slagen bij Lexington en Concord werden in de vroege morgen van 19 april 1775 uitgevochten tussen Britse soldaten en Amerikaanse burgermilities, de Minutemen. Met de slagen bij Lexington en Concord begon de Amerikaanse Onafhankelijkheidsoorlog. De dichter Ralph Waldo Emerson, noemde de slagen in een van zijn gedichten "the shot heard around the world" (het schot dat rond de wereld gehoord werd).
Het Britse leger, dat in Boston gelegerd was, had rapporten ontvangen over een wapenopslagplaats van de revolutionairen in Concord. De Britten maakten een plan om deze wapens in beslag te nemen, maar de plannen lekten uit en de rebellen verplaatsten hun voorraden naar veilige plaatsen. Toen een Britse legereenheid van 700 man op 18 april op weg ging naar Concord om de gerapporteerde wapens in beslag te nemen, hing de koster van de Old North Church (Noordkerk) twee lantaarns aan de torenspits om de revolutionair Paul Revere te waarschuwen. Revere leende een paard, en reed met een aantal kameraden in de nacht naar Lexington om de plaatselijke burgermilitie te waarschuwen. Na zijn boodschap in Lexington afgeleverd te hebben, reed hij door in de richting van Concord, maar werd aangehouden door een Britse patrouille, en gevangengenomen. Ieder schoolkind in de Verenigde Staten kent het verhaal van Paul Revere's Ride (de rit van Paul Revere).
Na door Revere gewaarschuwd te zijn, wachtte een groep van ongeveer 77 Minutemen op het gemeenschappelijke grasveld in het centrum van Lexington de Britse eenheid op. Het is onduidelijk wie het eerste schot afvuurde. De slag duurde maar een paar minuten, waarna de revolutionairen door de Britse overmacht gedwongen werden zich terug te trekken. Er waren onder de Amerikanen acht doden en tien gewonden, en een Britse soldaat werd verwond. Na de overwinning trok de Britse eenheid vol goede moed door naar Concord.
Ook in Concord waren de revolutionairen uiteindelijk gewaarschuwd, en hadden stelling genomen om de Britten op te wachten bij de "North Bridge" (Noordbrug) over de Concord River. Deze keer wisten de rebellen de Britten op de vlucht te jagen, en daarmee brachten ze de onoverwinnelijk geachte Britse soldaten de eerste nederlaag toe in de Britse koloniën in Noord-Amerika. De Britten trokken terug naar Boston en werden onderweg nog door andere Minutemen aangevallen. De ervaring die de Minutemen daar opdeden zou aantonen dat de guerrilla oorlogvoering voor de kolonisten de beste strategie tegen de Britten was. De Slagen bij Lexington en Concord zetten 16.000 New Englanders aan om de strijdende opstandelingen te vervoegen voor een belegering van Boston. Uiteindelijk zou dit de Britten dwingen om de volgende maart te evacueren.